# Hans Joachim Tholuck
Hans Joachim Tholuck (* 22. Oktober 1888 auf Adlig Stendsitz, Kreis Karthaus, heute Stężyca Szlachecka; † 20. Januar 1972) war ein Frankfurter Schulzahnarzt, Initiator des Frankfurter Modells der Schulzahnpflege, Gründer des DAJ („Deutscher Ausschuss für Jugendzahnpflege“) und der „Deutschen Fluorkommission“ innerhalb des DAJ.

## Leben und Werk
Nach der Reifeprüfung am humanistischen Gymnasium in Spandau studierte Tholuck in Berlin, München und Frankfurt/M. Medizin und später Zahnmedizin. Das zahnärztliche Staatsexamen legte er 1913 in Kiel ab, und 1923 wurde er am Frankfurter Carolinum unter Otto Loos zum Dr. med. dent. promoviert. Im gleichen Jahr wurde er zum Direktor der städtischen Schulzahnklinik in Frankfurt gewählt, dem damals umfangreichsten Institut dieser Art in Europa. Dort schuf er das sogenannte „Frankfurter System“, bei dem Untersuchungen durch haupt- oder nebenamtliche Schulzahnärzte durchgeführt wurden, die Behandlung aber in der freien Praxis erfolgte. In Zusammenarbeit mit dem Deutschen Zentralkomitee für Zahnpflege organisierte er 1925 in Frankfurt die erste deutsche Schulzahnpflegewoche. Zusammen mit Fritz Linnert und Alfred Kantorowicz wurde er 1925 in die FDI aufgenommen und wurde Generalsekretär der Hygienekommission dieser Organisation. Von Linnert im Jahr 1949 aufgefordert, das deutsche Zentralkomitee für Zahnpflege wieder ins Leben zu rufen, gründete Tholuck den „Deutschen Ausschuss für Jugendzahnpflege“ (DAJ) und wurde dessen Geschäftsführer. Der neue Ausschuss wurde von den Spitzenverbänden der Kommunen (Städtetag, Landkreistag), der Heilberufe, der Sozial- und Privatversicherungen getragen. Als Mittel zur Bewältigung der Aufgaben „dienen Belehrung, Aufklärung und Propaganda in Wort, Schrift und Bild mit Presse, Merkblatt, Rundfunk und Film.“
Gesprächen beim ersten Deutschen Krankenkassentag in München entnahm Tholuck die Anregung zur Gründung einer „Deutschen Fluorkommission“ (DFK) zur Erforschung und Förderung der Zahnkaries-Prophylaxe durch „Fluor(id)ierung“. Die DFK wurde am 15. November 1950 innerhalb des DAJ auf Antrag Tholucks gegründet und ein Arbeitsausschuss gebildet, dem neben Tholuck die Zahnärzte Hans Joachim Schmidt und Wilhelm Kessler, ein früherer Aachener SS-Obersturmbannführer, angehörten. Als korrespondierende Mitglieder sind zu diesem Zeitpunkt 32 Personen beigetreten, darunter Hertha Hesse, Maria Daelen, Walter Drum, Oskar Eichler, Hans Heuser, Heinrich Hornung, Alfred Kantorowicz, Eugen Wannenmacher, u. a. Kurt Maretzky, der Schriftleiter der Zahnärztlichen Mitteilungen stellte dem Ausschuss und der Kommission regelmäßig Seiten für Fortschrittsberichte zur Verfügung. Schnell wuchs die Zahl sogenannter „außerordentlicher Mitglieder“ (Hersteller von Fluorid-Präparaten), die die Arbeit der Kommission mit Sachmitteln wie Zahnpflegesets, Tabletten, Zahnpasten, fluoridhaltigem Kaugummi (patentiert für Kauvit durch Adolf Knappwost) und auch finanziell unterstützten.
Die erste Tagung der Deutschen Fluorkommission am 25. August 1951, während des 11. Deutschen Zahnärztetags in Hamburg, fand in der Presse und Fachpresse ein lebhaftes Echo. Hier stellte der Kasseler Obermedizinalrat Heinrich Hornung erstmals seinen Plan für einen Versuch zur Trinkwasserfluoridierung (TWF) im Kasseler Ortsteil Wahlershausen vor. Weil sich Hornung gegen die Einführung einer Fluoridtabletten-Aktion in „seinem“ Regierungsbezirk wandte, machte Tholuck in einem Schreiben an die hessische Landesregierung seine Machtposition deutlich: „Nun sind durch die Ablehnung jeder peroralen Fluorination durch Herrn Oberregierungs- und Obermedizinalrat Dr. Hornung in seinem Regierungsbezirk, die ja ganz offenkundig nur aus Sorge um die von ihm mit Inbrunst erstrebte Trinkwasserfluoridierung in Wilhelmshöhe zu erklären ist, Schwierigkeiten eingetreten. Wenn ich auch die Grenzen des Weisungsrechts des Herrn Kollegen Hornung genau übersehe und auch leicht seinen Einfluss bei Gewerkschaften und Sozialversicherungsträgern neutralisieren könnte, so ist es doch in einer an sich so heiklen Frage, wie wir sie vor uns haben, ein misslich Ding, mit einem Handikap anzufangen.“ Es gelang ihm dann aber doch, das TWF-Projekt als Teil der „Hessischen Fluoraktion“ zu sehen.
Die deutsche Fluorkommission des DAJ erstattete im März 1965 ihren letzten Bericht in den Zahnärztlichen Mitteilungen und ging dann in eine Fluorkommission innerhalb der Deutschen Gesellschaft für Zahn-, Mund- und Kieferheilkunde (DGZMK) über, die bei „aktuellen Fragen der Fluorforschung gutachtlich Stellung nehmen wird.“ Den Vorsitz dieser Kommission übernahm Rudolf Naujoks, der in dieser Funktion (zugleich auch Vizepräsident der ORCA) 1966 eine allgemeine Empfehlung der TWF im Namen der DGZMK aussprach. Legitimiert wurde diese Befürwortung im Oktober 1967 auf der 94. Jahrestagung der DGZMK im Rahmen einer, sonst bei diesen Tagungen unüblichen, gelenkten Diskussion unter Diskussionsleiter Adolf Kröncke. So wurde „vollständige Einigkeit unter den Fachleuten“ signalisiert.
Tholuck lebte in Heiligkreuzsteinach und starb 1972 nach längerer Krankheit. Als neuer Geschäftsführer des DAJ wurde Peter Hippchen berufen.

## Auszeichnungen
- EK I des Ersten Weltkriegs.[24]
- 1953 Ehrenmitglied der ARPA (Arbeitsgemeinschaft für Paradentoseforschung).[25]
- Fritz Linnert Ehrenzeichen des Bundesverbands der deutschen Zahnärzte (BDZ).[26]
- 1958 Ehrenmitgliedschaft im Deutschen Ausschuss für Jugendzahnpflege.[27]
- 1960 wurde ihm die Ehrenplakette der Stadt Frankfurt am Main verliehen.
- 1963 Großer Verdienstorden der Bundesrepublik Deutschland.[28]
- 1973 wurde nach ihm die Tholuck-Medaille benannt, die vom Verein für Zahnhygiene verliehen wird. Sie geht an Persönlichkeiten, die sich Verdienste um die zahngesundheitliche Aufklärung und Erziehung erworben haben.[29]

## Schriften
- Die Härte der Zahnfüllung. Thieme, Leipzig 1924
- Die Behandlung der Milchzähne. Meusser, Berlin 1929, 2. Auflage 1931